# 原冨悟
原冨 悟（はらとみ さとる、1947年 - ）は、日本の政治活動家である。現在、埼労連顧問、労働運動総合研究所常任理事、政治経済研究所主任研究員、労働者教育協会常任理事、埼玉県社会保障推進協議会副会長、埼玉学習会議代表委員など。
労働者教育協会発行の『学習の友』に「あったかほっこりの労働運動」を連載中。同誌始まって以来の人気連載で、2020年中に100回に達する。

## 略歴
山口県萩市生まれ。国立宇部工業高等専門学校卒。大阪の化学機械メーカーに就職し労働組合役員。1980年、埼玉土建一般労組書記局入局、1985年、同中央執行委員。1989年、埼玉県労働組合連合会（埼労連）結成に参加、1999年より同事務局長、2004年より同議長、2010年同顧問。2002～2006年、全国労働組合総連合（全労連）幹事。「原冨バンド」を率いてバンド演奏も行う。
2011年7月の埼玉県知事選挙に立候補（無所属、共産推薦）。「原発に頼らない社会を」を掲げて17万1750票を得るも、落選。

## 著書
- 『公契約条例ハンドブック～賃金破壊とサービスの劣化にストップ』（2013年、新日本出版社）
- 『公契約適正化運動のすすめ』（共著、2011年、本の泉社）
- 『微笑みかげんの階級闘争～労働組合を100倍楽しむ』（2010年、あけび書房）

なお、毎年刊行される『国民春闘白書』（学習の友社）の執筆も担当している。